# آني مايلز
آني مايلز (بالإنجليزية: Annie Miles)‏ هي ممثلة بريطانية، ولدت في 5 مايو 1958 في Tynemouth ‏ في المملكة المتحدة.

## وصلات خارجية
- آني مايلز على موقع IMDb (الإنجليزية)
- آني مايلز على موقع قاعدة بيانات الفيلم (الإنجليزية)